# Plexaura ehrenbergi
Plexaura ehrenbergi är en korallart som beskrevs av Rudolf Albert von Kölliker 1865. Plexaura ehrenbergi ingår i släktet Plexaura och familjen Plexauridae. Inga underarter finns listade i Catalogue of Life.